# Nadežda Petrović
Nadežda Petrović, född 1873, död 1915, var en serbisk målare, fotograf och feminist. 
Som konstnär tillhörde hon sitt lands första och mest uppmärksammade expressionister, och som fotograf blev hon en av regionens första kvinnliga krigsfotografer. 
Hon verkade som feminist genom Circle of Serbian Sisters och tillhörde dess mest uppmärksammade medlemmar.